# Papas de Enmedio
Papas de Enmedio är en ort i Mexiko.   Den ligger i kommunen Ojuelos de Jalisco och delstaten Jalisco, i den centrala delen av landet, 400 km nordväst om huvudstaden Mexico City. Papas de Enmedio ligger 2 264 meter över havet och antalet invånare är 182.
Terrängen runt Papas de Enmedio är platt åt sydost, men åt nordväst är den kuperad. Terrängen runt Papas de Enmedio sluttar österut. Runt Papas de Enmedio är det glesbefolkat, med 16 invånare per kvadratkilometer. Närmaste större samhälle är Ojuelos de Jalisco, 16,1 km norr om Papas de Enmedio. Trakten runt Papas de Enmedio består i huvudsak av gräsmarker.